# 佛隨念
佛随念，也叫念佛，佛教术语，爲随念法門的一种、四十业处之一。指憶念佛的十個名號，包含如来、應供、正遍知、明行足、善逝、世间解、无上丈夫、天人师、佛陀、薄伽梵（世尊）
佛隨念常被列入其他隨念之中。如《阿含经》提到的“三念”（念佛、法、僧等三宝）、“四護衛禪”（佛隨念、死隨念、慈心觀、不淨觀）、“六随念”（念佛、法、僧、戒、施捨、天）、“十隨念”（在六随念上加念休息〔涅槃〕、安般〔出入息〕、身无常、死）中，都将“念佛”放在第一位，亦即心中一直忆念佛陀。

## 大乘佛教發展
在大乘佛教淨土宗，念佛的含義延伸爲觀想、唸誦阿彌陀佛的名號和功德，祈求命終時升入極樂淨土。也有唸誦其他佛菩薩聖號者。